# Rudka (gmina Wojnicz)
Rudka – wieś w Polsce, położona w województwie małopolskim, w powiecie tarnowskim, w gminie Wojnicz.
| SIMC    | Nazwa     | Rodzaj    |
| ------- | --------- | --------- |
| 0836135 | Mirów     | część wsi |
| 0836141 | Przemyśle | część wsi |

W latach 1975−1998 miejscowość należała administracyjnie do województwa tarnowskiego.
We wsi istnieją sakralne budowle:
- krzyż drewniany, wzniesiony fundacją Józefa i Marcjanny Przeklasów, wybudowany w 1931;
- figura NMP Niepokalanej z 1908, wzniesiona przez Piotra Kulkę z Tarnowa;
- krzyż z napisem, pochodzący z 1909, wykonany przez Pawła Musiała.